# Tome
Tome (登米市, Tome-shi) és una ciutat de la prefectura de Miyagi, al Japó. El 2015 tenia una població estimada de 83.763 habitants.

## Geografia
Tome està situada al'extrem nord-est de la prefectura de Miyagi, a la regió de Tohoku del nord del Japó. Està situada aproximadament 70 quilòmetres al nord de Sendai. El riu Kitakami passa per la ciutat.

### Municipalitats veïnes
- Prefectura de Miyagi
  - Ishinomaki
  - Kurihara
  - Ōsaki
  - Kesennuma
  - Wakuya
  - Minamisanriku
- Prefectura d'Iwate
  - Ichinoseki

## Història
L'àrea de l'actual Tome formà part de l'antiga província de Mutsu, i ha estat poblada com a mínim des del període Jomon pels emishi. Durant el període Sengoku, l'àrea estigué en mans de diversos clans de samurais fins que passà a ser controlada pel clan Date del domini Sendai durant el període Edo, en el marc del shogunat Tokugawa.
El poble de Tome fou establert l'1 de juny de 1889. La ciutat modera de Tome fou establerta l'1 d'abril de 2005 a l'annexar els pobles de Hasama, Ishikoshi, Minamikata, Nakada, Toyoma, Towa, Toyosato i Yoneyama del districte de Tome, i el poble de Tsuyama del districte de Motoyoshi.
Fou afectada per un terratrèmol i tsunami l'11 de març de 2011, el qual deixà 6.000 famílies de la ciutat sense casa. Tome acollí evacuats del poble veí de Minamisanriku, un dels que patí pitjors destrosses pel tsunami.

## Agermanament
- - Southlake, Texas, EUA[4]
- - Vernon, Colúmbia Britànica, Canadà[5]
- - Huishan, Wuxi, Jiangsu, Xina[5]

## Persones notables
- Katsuhiro Otomo, mangaka